# 毛柄双盖蕨
毛柄双盖蕨（学名：Allantodia dilatata）也称毛柄短肠蕨，为蹄盖蕨科双盖蕨属下的一个种。